# Hideaki Kaetsu
Hideaki Kaetsu (født 8. oktober 1974) er en tidligere japansk fodboldspiller.
Han har spillet for flere forskellige klubber i sin karriere, herunder Yokohama Flügels.